# 神沢有紗
神沢 有紗（かんざわ ありさ、1996年6月8日 - ）は、日本の女優、タレント。群馬県出身。元プラチナムプロダクション所属。

## 略歴
2003年4月1日より芸能活動を開始。幼少の頃から芸能活動を始め現在までにCM、スチールモデル、ドラマ、バラエティ、舞台などで活動している。
2013年頃からプラチナムプロダクション所属となる。同年10月6日、一日限定のアイドルユニット『Pialy』のメンバーとして、北山田秋祭りにて当時同じ事務所に属していたPASSPO☆やpaletのカバーを披露する。メンバーには後にサンミニで活動し、paletとして活動していた渡邊真由もいた。
2015年2月5日、GYAO!が開催した「アニ☆ドル supported  by SOFTBANK 俺の☆アイドルプロジェクト」に参加者10名の中からファン投票で選ばれ期間限定アイドルユニット『アップ☆トゥーユー』のメンバーとなる。イメージカラーは黄色。同じく道京莉羅、大沼采奈もメンバーとして選ばれている。アップ☆トゥーユーの初のオリジナルソングとして「だって、JKなんだもん We are Japanese School Girl」が合わせて公開されている。
2016年8月22日にアイマリンプロジェクト第三弾のメンバーに選出され、踊ってみた動画が公開された。
2020年9月15日、東京ゲームショウ2019セガゲームス／アトラスブース『初音ミク Project DIVA MEGA39’s』ステージイベントにて本作のスペシャルサポーターに就任することが発表された。
2020年2月3日にニコニコ動画に投稿している踊ってみた動画の『ジェヘナ』が10万回再生を超えて殿堂入りした。三作目の殿堂入り動画。
2020年2月7日にニコニコ動画に投稿している踊ってみた動画の『ねぇ、どろどろさん』が10万回再生を超えて殿堂入りした。四作目の殿堂入り動画。
2020年5月9日 神沢有紗YouTubeチャンネル『神沢有紗ちゃんねる』開設。
2022年6月26日、Twitterにて、2013年頃から在籍していたプラチナムプロダクションを同年5月31日で退所していたことを発表した。

## 人物
- 趣味はイラストを描くこと[6]、アニメ鑑賞[6]。
- チャームポイントは一度も髪染めもパーマもしたことない黒髪ロングのストレートヘアー。
- 夕刊フジのジェネレーションギャップ研究所のインタビューで目標の人物として中川翔子の名前を挙げ、10年後の目標として「アニヲタタレントといえば神沢有紗」と言われるようになりたいと答えている[7]。
- 小学生の時からニコニコ動画のユーザーであり、本人名義で大半はオリジナルの振り付けの踊ってみた動画を投稿している。マイリストはmylist/50394474である。ヒビカセや、シャルルの踊ってみた動画はニコニコ動画での再生回数が10万回を超えてニコニコ動画の殿堂入り動画となっている。
- 毎週月曜日にスクールオブジャンプのツイキャスにスクジャン女子メンバーが交代で出演しており神沢有紗も不定期で出演していた[8]。

## 出演

### 声優
- スマホゲーム「トリックスター召喚士になりたい」 9月限定イベントダンジョン「幻のシェフを探し」（2016年） - ちびコック・ウェルシー / シェフ・ウェルシー 役
- テレビアニメ「昭和元禄落語心中 -助六再び篇-」 第12話（最終話）（2017年3月24日） - 客 役[9]

### CM
- レディース水着編（子役）（2003年）
- セレブレイトスーツ編（2004年）
- ECCジュニア 聖者の行進編（2004年）
- サトウ食品 『サトウの鏡餅』（2005年・2006年）
- 日本マクドナルド
  - 『ハッピーセット』Mr.インクレディブル編（2004年）
  - 『ハッピーセット』Yes!プリキュア5編（2007年） - キュアミント 役
- 日清製粉『マ・マー パスタシリーズ（暁パスタ）』（2007年）
- ツインリンクもてぎ 『夏休み用 CM』（2008年・2009年）
- バンダイ 『オリケシ』 スペシャルDXセット（2011年 - 2013年）
- au 『ガンガン学割』 合唱編（2011年）[10]
- キリンビバレッジ『青春のキリンレモン』 キャプテン青春のキリンレモン編（2012年）
- ガンガンオンライン 『私がモテないのは どう考えてもお前らが悪い』（2013年）

- SONY プレイステーション 『初音ミク DANCE with PSVita』（2014年）[11][12]
- SKE48×DAM 『SKE48 7期生オーディション』（2014年）[13]
- アサヒフードアンドヘルスケア 1本満足バー 「マンゾクトレイン」篇（2015年）[14]
- レーカン! -舞台版-TVCM（2015年）[15]
- 白猫プロジェクト 大学生篇（2016年）[16]

### WEB CM
- SNOW ハロウィン編（2017年）[17]
- トラストバンク 【ふるさとチョイス】かんたんふるさと納税（2017年）[18]

### スチール
- 富士フイルム 『ナチュラ（高感度フィルム）』パッケージ、カタログ、店内見本写真（2004年）
- マスダ増 『七五三和服』ポスター、カタログ（2004年）
- ECCジュニア ポスターモデル（2005年）
- サトウ食品 『サトウの鏡餅』パンフレット（2005年・2006年）
- 湯沢高原スキー場 ポスター、パンフレット（2005年）
- ヨークベニマル ポスター、チラシ（2005年）
- ディノス カタログ（2007年）
- マイカルティサ チラシ（2009年）
- 王子製紙グループ 新聞、雑誌内広告（2007年 - 2012年）
- 俊英館 パンフレット、チラシ、WEB（2010年 - 2012年）
- 和洋九段女子中学校 パンフレット平成23年度・24年度（2010年）
- 和洋九段女子中学校 WEB、スチール広告（2010年 - 2013年）
- スズキ 『パレット』 パンフレット（2012年）
- 河合塾 平面スチール類全般（2013年）

### 雑誌掲載
- スクールオブジャンプ（2016年12月18日 - 2017年9月25日、集英社「週刊少年ジャンプ」） - スクジャン女子[19]。ジャンプフェスタ2017にてスクジャン女子オーディションに合格

### その他
- マスダ増  和装ヘアメイク講習会 モデル（2004年）
- NTTグループ EXPO ネクストライフ シアター（2005年）
- 東京ディズニーランド 『ジャングルクルーズ』（2005年）
- TOYOTA 『プリウス』WEB（2005年）
- 大塚食品 『おー！野菜』 WEBスチールドラマ（2006年）
- NTT DOCOMO CM用VTR（2009年）
- 東京ガス 『暖炉とコンロ』 新宿ショールーム 店頭VP（2010年）
- 田村ゆかり 『LOVE LIVE 2011 SPRING MARY ROSE 日本武道館』（2011年） - 桃色メイツKIDSとして出演
- キックボクシングイベント『BIG BANG13』（2013年） - ゲストダンスチーム「NEO-PLATINUM」として出演
- SKE48 『SKE48 7期生オーディション用 サンプル映像』（2014年）[13]
- ハクスイクリーニング（広島県福山市のクリーニング企業） レイヤーサポートアンバサダー（2015年7月21日就任発表）[20]。
- コミックマーケット（C89） まじかるすいーとプリズム・ナナ（2015年12月29日 - 31日） - ブースコスプレモデル（マコ 役）
- RAGE GRAND FINALS（2016年1月23日） - RAGE公式応援マネージャーとして参加。出演者にインタビューなどを行う。（[21]
- ニコニコ超会議 2016 超テレ東ブース（2016年4月29日・30日） - 遊戯王のブラックマジシャンガールのコスプレモデルとして出演
- フェス松さん アニメおそ松さんのスペシャルイベントフェス松さんの「おそ松さんのへそくりウォーズ特設ブース」（2016年5月7日・8日） - MC[22]
- コミックマーケット（C90） 西4ホール2432『サンリオ SHOW BY ROCK!!&サンリオ男子』ブース（2016年8月12日） - SHOW BY ROCK!!のプラズマジカのシアンのコスプレモデル
- コミックマーケット（C91） 『サンリオ SHOW BY ROCK!!』ブース（2016年12月29日） - SHOW BY ROCK!!のプラズマジカのシアンのコスプレモデル
- プラチナムプロダクション新成人所属タレント晴れ着お披露目会（2017年1月12日）[23][24][25][26]。
- イオングループ劇場版『ソードアート・オンライン』バレンタインイベント（2017年2月14日） - アスナのコスプレスタッフ[27][28]
- 『池袋ハロウィンコスプレフェス2017年』（2017年10月28日 - 29日）
- 『プラチナム異種対バンLIVE』（2019年2月11日　渋谷CLUB CRAWL）
- 音横presents「一音一会」〜こいのぼり編〜（2019年5月9日　上野音横町）
- 東京ゲームショウ2019　セガゲームス／アトラスブース『初音ミク Project DIVA MEGA39’s』（2019年9月15日　幕張メッセ）
- 『池袋ハロウィンコスプレフェス2019』（2019年10月26日 - 27日）

### 舞台
- 『街で ジングルベルを聴く頃に 僕は初めて人を殺してしまいました。という感じのオムニバス』（2013年11月20日 - 25日、戸野廣浩司記念劇場）[29]
- 『 FLYING PIRATES ネバーランド漂流記-featuringGUY'S- 』（2015年4月29日 - 5月4日、新宿村LIVE） - 熊本舞子 役[7][30]。
- アリスインプロジェクト『新・戦国降臨ガール』（2015年10月21日 - 25日：全8公演、新宿：全労済ホール スペース・ゼロ） - 竹中万里 役[31]
- 『レーカン!』（2015年11月11日 - 15日：全8公演、日本芸術専門学校大森校劇場） - 小川真琴 役[32]。
- 劇団カラスカ主催『ドラマティックレボリューション』（2016年2月18日 - 21日：全8公演、新宿：シアター・ミラクル） - 本田麻衣子 役（初主演）
- 演劇ユニットApriCoT 第2回公演『新進高校学園祭』（2016年5月20日 - 22日、西日暮里：キーノートシアター） - 高嶺華 役（2016年5月20日のみ日替わりゲストとして出演）[33]
- 劇団ポケットランチャー 『ハロー輪廻』（2016年6月14日 - 19日：全10公演、テアトルBONBON） - カー 役[34]
- 『逆転検事 逆転のテレポーテーション』（2016年7月15日 - 24日、六行会ホール） - 宝月茜 役[35]
- 『脳漿炸裂ガール 〜人間動物園〜』（2019年7月11日 - 15日、六行会ホール） - 抑圧錯乱ガール 役

### 踊ってみたイベント
- 『D!D!DANCE』（一部二部オープニングアクト）[36]（2015年9月21日）1部で『おじゃま虫』と『ハートの後味』、2部『ヒビカセ』を披露
- 『Trinity Leap The Party 10』[37]（2015年10月4日）『ハートの後味』『ヒビカセ』と初披露の『ラブチーノ』の3曲のダンスを披露
- 『スマカニ学園移動教室ファイナル IN渋谷』（二部）[38]（2015年10月12日）『おじゃま虫』と彩りりあと共演し『ラブチーノ』の2曲のダンスを披露
- 『COSMIC BOX vol.17』（2016年1月18日、渋谷eggman） - ソロで『おじゃま虫』、『ヒビカセ』、『ラブチーノ』、『ルカルカ★ナイトフィーバー』を、他の出演者とのコラボで『ハッピーシンセサイザ』、『まっさらブルージーンズ』のダンスを披露[39]
- 『NO 踊ってみた, NO LIFE Vol.6』』（二部）（2016年1月24日、Shibuya Glad） - ソロで「おじゃま虫」、コラボで「好き！雪！本気マジック」、「おねがいダーリン」、「スイートマジック」を披露[40]
- 『DiamondDust vol.10』（2016年3月13日、四谷 Live inn MAGIC） - 「ラブチーノ」、「好き！雪！本気マジック」をソロで披露、ぽぅたんと一緒に「ドレミファミックス」と「おおかみは赤ずきんに恋をした」を披露
- 『ニコニコ女子会』（一部二部）（2016年3月21日、新宿レッドノーズ） - 昼の部：「おじゃま虫」、「右に曲ガール」を披露 / 夜の部：「おねがいダーリン」、「ルカルカ☆ナイトフィーバー」を披露し、おみくん・しあんちゃんと「PiNK CAT」、おみくんと「聖槍爆裂ボーイ」を披露[41]
- 『踊REAM2』（2016年4月16日、新宿：RUIDO K4）[42]
- 『プラスタvol.1』（2016年）
- 『愛川こずえ生誕祭2016〜わがまま踊ってみたlive〜（一部）』（2016年10月23日）[43]
- 『DiamondDust vol.17』（2016年12月24日）[44]
- 『ウタオド！』（2017年1月15日）[45]
- 『ニコニコ超会議』2017[46]超振り付け選手権 マイリスト数上位10組に選ばれた[47]
- ニコスマ学芸会（踊）VOL,21』（2017年5月27日、大阪：日本橋UPs） - 初の都内以外でのライブとなる[48]
- 『NO 踊ってみた, NO LIFE（8）Girls！』（2017年7月2日、渋谷サイクロン）[49]
- 『ニコアサ2.5』（2017年7月9日、渋谷スターラウンジ）[50]
- 『D-STAR⁂JUNCTION Vol,07』（2017年8月6日、初台ドアーズ）[51]
- 『ニコニコ女子会11』（2017年9月2日、新宿レッドノーズ）[52]
- 『下園れいか生誕祭』（2017年9月18日、大阪clubMercury）
- 『ニコニコ超パーティー2017』（2017年11月3日、さいたまスーパーアリーナ）[53]
- 『相澤恋生誕祭』（2017年11月27日、秋葉原Factory）[54]
- 『ガルバケ！vol.1』（2018年2月4日、浅草橋MANHOLE）[55]
- 『ODOTTEMITA ANNIVERSARY～ありがとう！ディファ有明～』（2018年4月15日、ディファ有明）[56]
- 『ODOTTEMITA ANNIVERSARY～まったりアフターパーティー』（2018年4月21日、大田区産業プラザPiO・小展示ホール）[56]
- 『ニコニコ超会議2018』（2018年4月28日　幕張メッセ　「超振り付け選手権」「踊ってみたフェス 通常枠」出演）[57]　）[58]
- 『ニコこれ vol.78』（2018年9月8日　HOLIDAY SHINJUKU）
- 『D-STAR⁂JUNCTION Vol,15』（2018年9月30日　初台DOORS）
- 『PIASIS芝浦踊ってみたFESTIVAL(ピアフェス3)』（2018年10月28日　ピアシス芝浦）
- 『D-STAR⁂JUNCTION Vol,16 ～台風24号からのリベンジ編～』（2019年1月14日　初台DOORS）
- 『D-STAR⁂JUNCTION Vol,18』（2019年2月23日　大塚Hearts Next）
- 『DiamondDust vol.40』（2019年3月31日　西新宿TOGI BAR）
- 『四月一日生誕祭』（2019年4月6日　四谷HoneyBurst）
- 『D-STAR⁂JUNCTION Vol,22』（2019年5月6日　大塚ハーツネクスト）
- 『六月小雨ちゃん生誕祭 Lv.21 #こさめたん』（2019年6月29日　四谷HoneyBurst）
- 『ニコニコ町会議全国ツアー2019 in 東吾妻町 東吾妻ふるさと祭り』（2019年9月14日）
- 『D-STAR⁂JUNCTION Vol,27』（2019年9月21日　初台DOORS）
- 『まや誕2019-さよならセブンティーン-』（2019年10月5日　浅草橋マンホール）
- 『ぽぅたん生誕祭』（2019年11月16日　四谷Honey Burst）
- 『DANCE-DANCE-SQUARE=015』（2019年12月30日　大阪ライブハウスGABU）
- 『DANCE-DANCE-SQUARE=016』（2020年1月12日　大阪キャンディライオン）
- 『DiamondDust vol.49』（2020年1月18日　西新宿TOGI BAR）
- 『ぺこ誕』（2020年2月2日　四谷HoneyBurst）
- 『ダンマス ワールド』（2020年2月23日　EX THEATER ROPPONGI）[59]

### 踊ってみたワークショップ
- 『#3 超振り付け選手権！ダンスレッスン！』[60]（2017年4月17日、ニコニコ本社イベントスペース） - 「チット・チャット・マーチ」のワークショップを行う
- 『シャルル』の踊ってみたワークショップ（2017年8月14日、ニコニコ動画本社）[61]
- 『ヒビカセ』の踊ってみたワークショップ（2017年10月2日、ニコニコ本社）[62]
- 『ヘブンズラムネアート』の踊ってみたワークショップ（2018年7月23日　ニコニコ本社）[63]
- 『シャルル』の踊ってみたワークショップ（2018年10月15日、ニコニコ本社）[64]

### 神沢有紗主催イベント
- 『ニコプラvol.1』（2016年9月11日：昼夜二部制）、プラチナムプロダクションB1）
- 『ニコプラvol.2』（2017年5月14日）

### 単独イベント
- 19歳バースデーイベント（2015年6月8日、プラチナムプロダクションB1） - 『ルカルカ★ナイトフィーバー』、『今好きになる。』、『rainstops, good-bye』、『千本桜』を歌唱し、『恋スル猫ハクジケナイ!』を自身が振り付けたオリジナルの振り付けで踊った。また、ファンから募集を募った「言って欲しいセリフ」を抽選で披露した。自身初の生写真の販売も行われ、購入特典としてツーショット撮影会が行われ、終演後はファンをハイタッチで見送った。
- トリック＆トリート！お菓子をくれてもいたずらするぞ！神沢有紗とハロウィンパーティー!!（2015年10月31日） - ドレスコードは仮装が義務付けられ、参加者は仮装して参加をした。『オリオンをなぞる』『それがあなたの幸せとしても』『メランコリック』の3曲を歌唱し、『おじゃま虫』『ヒビカセ』『吸血っく†ヴぁんぱいあ！』の3曲のダンスを披露した。ハロウィン衣装の生写真も発売され購入者とのツーショット撮影会も開催され、終演後は前回のバースデーイベント同様ハイタッチで来場者を見送った。
- バレンタイン＆節分イベント『チョコビーンズ』（2016年2月14日） - 『ときめきシュガー』、『キミノウタ』、『kiss』を歌唱、『スイートマジック』、『毒占欲』、『白い雪のプリンセスは』、『おねがいダーリン』のダンスを披露。また、バレンタイン当日にちなみチョコまきやジェスチャーゲームも行われた。
- 20歳バースデーイベント（2016年6月12日、プラチナムプロダクションB1）
- 『お菓子をくれてもいたずらするぞ！ハロウィンパーティー2016』（2016年10月29日、プラチナムプロダクションB1）
- 神沢有紗生誕祭2017　21歳バースデーイベント（2017年6月11日）
- 神沢有紗クリスマスイベント2017　クリスマスソロイベント（2017年12月24日）
- 神沢有紗生誕祭2018 （2018年6月9日　DUPLEX B's B1）[65]
- 神沢有紗生誕イベント（2019年6月9日　DUPLEX B's B1）[66]
- 神沢有紗ソロイベント2019Autumn（2019年11月4日　DUPLEX B's B1）[67]

### アイドルライブイベント
- プラッとアイドルフェスティバル 2016 第二部〜アイドルがサンタクロース〜[68]（2016年12月25日） - オープニングアクトとして出演
- 第2回プラッとアイドルフェスティバル 二部[69]（2017年3月26日）

### 海外イベント
- アジア二次元アニメ・ゲーム文化展(コミックワールド オブ アジア)[70]（2018年1月13日、上海）
- CCCC国際アニメフェスティバル（2018年6月16日、中国）

WEBサイト掲載
- 本讀乙女[71]